# Acto fallido
Se llama acto fallido (también conocido como desliz freudiano) a aquel acto que pone de manifiesto una expresión diferente e incluso contraria a la intención consciente del sujeto. Puede presentarse en la acción, en el discurso verbal o en un gesto. El resultado obtenido no es el que explícitamente se perseguía alcanzar, sino que ha ocurrido un reemplazo que escapa a la consciencia del sujeto actuante. 
«Acto fallido» es la traducción al español más corriente del término alemán Fehlleistung, introducido por Sigmund Freud ya en los inicios de sus conceptualizaciones teóricas que conformaron el método y línea nueva de trabajo psicoterapéutico denominado psicoanálisis. La palabra alemana (que también podría entenderse como «rendimiento fallido» o «fallo en la eficacia») engloba conceptualmente bastante más que las meras acciones o conductas motoras, de modo que los fallos o equivocaciones inexplicables que abarca el término también pueden ocurrir en el discurso verbal (lapsus) o pueden ser errores por omisión (olvidos, extravíos). La agrupación, en un único concepto, de las equivocaciones verbales aparentemente inexplicables, los olvidos y los fracasos en la acción no atribuibles a una causa conocida, alejándose de la voluntad consciente del sujeto, no tiene precedentes antes de Freud, cuestión que obligó a los traductores de la Standard Edition a crear un término ad hoc, introduciendo al inglés la palabra parapraxis.
Freud se preguntó sobre qué sería aquello que ocasionaba este cortocircuito entre lo que quería surgir desde lo interno y la conducta externa, concluyendo que de alguna manera ese decir o hacer entraba en conflicto o interfería con algún deseo o cadena de pensamientos inconscientes. De este modo el sujeto que realiza un acto fallido solo constata con sorpresa que está haciendo o diciendo algo contrario a lo que quería, pero conscientemente ignora la razón. El acto fallido constituye entonces, de acuerdo con la definición freudiana, una formación de compromiso o transaccional entre la voluntad consciente del sujeto y el deseo inconsciente reprimido. Hallar una explicación para los actos fallidos puede ser una tarea analítica ardua, puesto que escapan a la conciencia y para su comprensión es necesario ponerlos en relación con otros materiales que aportan información del inconsciente, a través de técnicas del psicoanálisis, tales como la asociación libre y la interpretación de los sueños.

## Tipos de acto fallido
Seguidamente se relacionan las formas posibles en que se presentan estos actos fallidos:
- Lapsus de la lengua, o verbales (lapsus linguae).
- Errores de escritura de la pluma o gráficos (lapsus calami).
- Errores de lectura.
- Olvidos y extravíos inexplicables (olvidar el nombre de una persona muy cercana o alguna pertenencia imprescindible en algún lugar simbólicamente significativo o no recordar dónde se ha puesto un objeto propio o ajeno; por ejemplo, en algún contexto preciso, perder las llaves podría significar que no se desea regresar al hogar).

La primera mención de Freud de una «operación fallida» se encuentra en una carta a su amigo y colega Wilhelm Fliess, fechada el 26 de agosto de 1898 donde se refiere al olvido de un nombre y su sustitución por uno erróneo. En ese mismo año y en el siguiente hay otros dos artículos en que se refiere al tema. Pero el abordaje más profundo del tema y la descripción extensa del fenómeno está en su obra de 1901 Psicopatología de la vida cotidiana.
Aunque para Freud los actos fallidos son, al igual que los síntomas, formaciones de compromiso del inconsciente, los primeros se producen frecuentemente en la vida corriente de todas las personas, incluyendo a las que gozan de salud psíquica. Pero no son el resultado de la casualidad o el descuido, sino que estarían motivados por un deseo inconsciente que no encuentra mejor forma de aflorar a la conciencia. De esta manera, lo reprimido logra burlar a la censura que lo mantiene oculto.
El acto fallido, en síntesis, es una especie de «traición» del inconsciente, que hace que el sujeto diga lo que conscientemente no quería decir o haga lo que no quería hacer, revelando así un deseo o intención inconscientes. El yo siempre puede disculparse, tras un acto fallido, diciendo que no era eso lo que quería, pero siempre alguna verdad ha quedado revelada allí.